# تل کنارکره شمالی
تل کنارکره شمالی مربوط به سده‌های میانه دوران‌های تاریخی پس از اسلام - سده‌های ۶–۵ ه‍.ق است و در شهرستان بهبهان، بخش مرکزی، دهستان حومه، ۱ کیلومتری شمال رود مارون و شمال شرقی روستای قالند سفلی واقع شده و این اثر در تاریخ ۱ مرداد ۱۳۸۶ با شمارهٔ ثبت ۱۹۲۸۶ به‌عنوان یکی از آثار ملی ایران به ثبت رسیده است.